# Дворец Пусловских

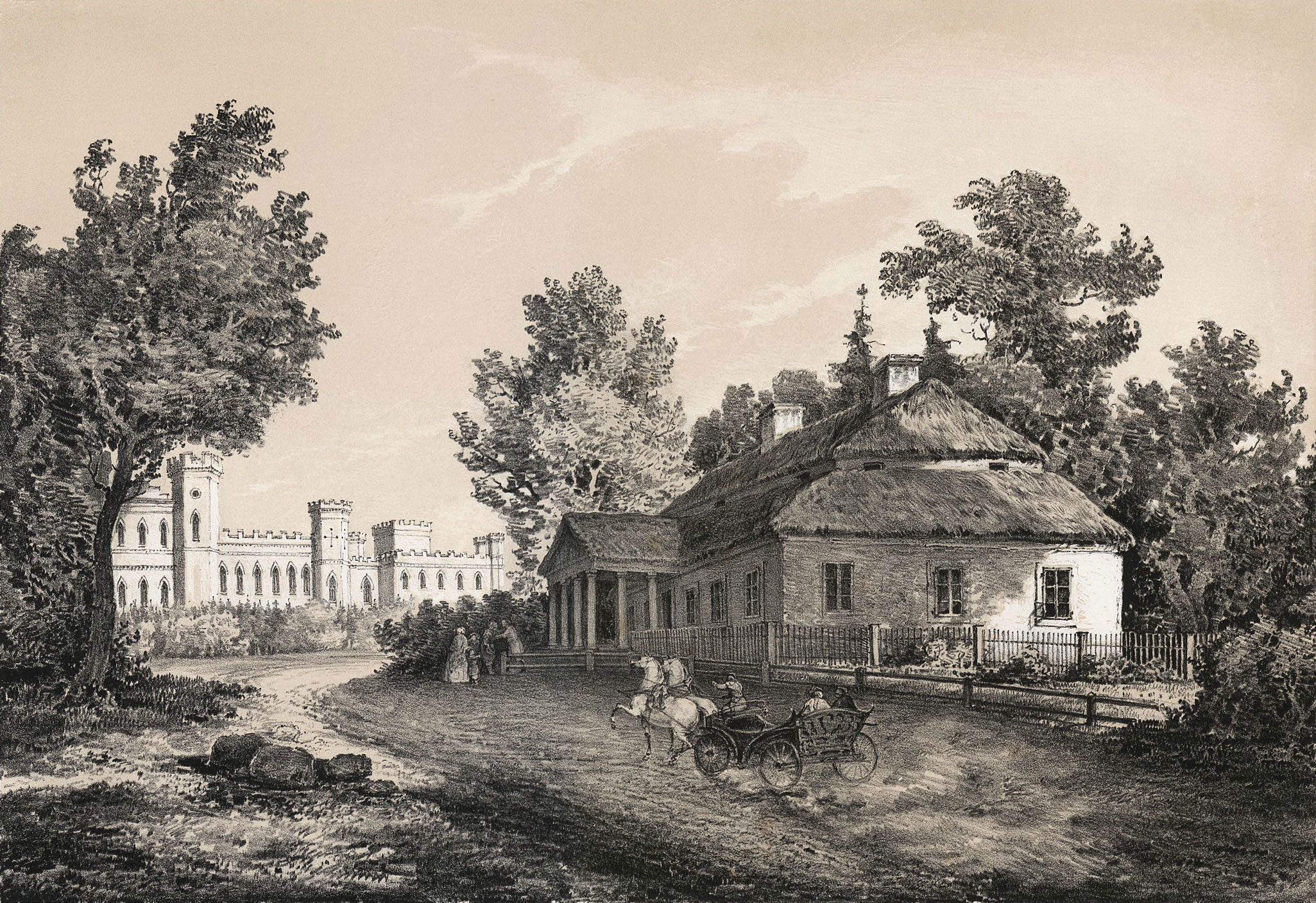
Н. Орда. Усадьба Костюшко в Меречевщине (конец XIX века). На заднем плане — Коссовский замок.

Дворец Пусловских (также известен как Коссовский замок) — дворец, расположенный в белорусском Коссово (Ивацевичский район, Брестская область).
Специальная комиссия ЮНЕСКО признала дворец перспективным международным туристическим объектом и выделила на подготовительные работы по его восстановлению грант в 50 000 долларов.
Часть маршрута EuroVelo.

## История

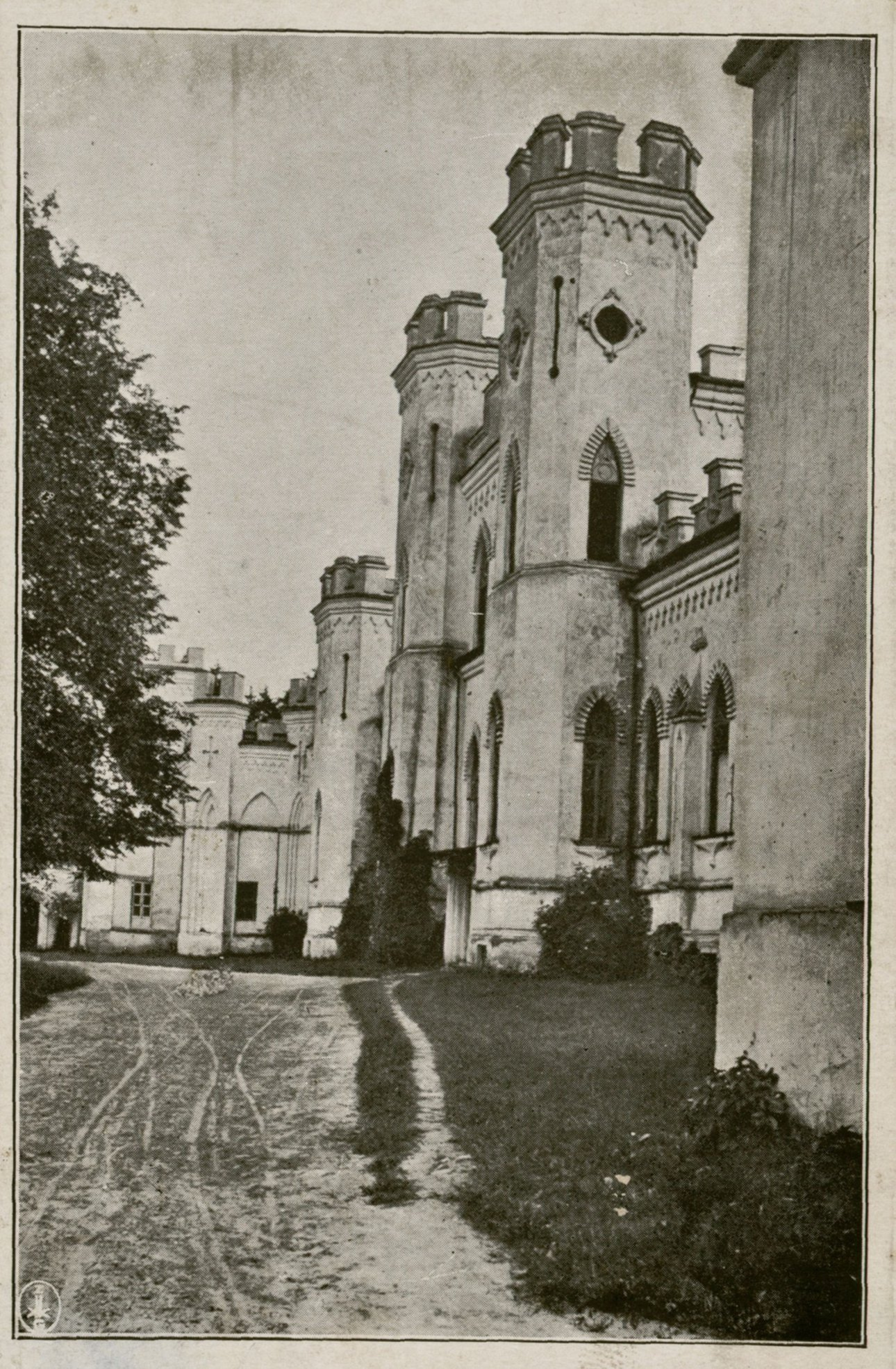
Коссовский дворец в 1920 г.

Местечко Коссово известно с 1494 года, когда великий князь литовский Александр Ягеллончик, отдал эти земли своему подскарбию Яну Хрептовичу. На протяжении нескольких столетий владельцами Коссова были разные знатные семьи — Хрептовичи, Сангушко, Флеминги, Чарторыйские, Сапеги. В 1821 году особняк был приобретён Войцехом Пусловским, основавшим в Коссово фабрику ковров, а в его окрестностях заложившим либо отремонтировавшим около 60 храмов.
Именно Войцех в 1830 году начал строительство роскошного дворца. После особняк перешёл к его наследнику — сыну Вандалину Пусловскому, крупному промышленнику и любителю искусств, продолжившему строительство дворца. Автор проекта — варшавский архитектор Франтишек Ящолд, а во второй половине века реконструкцией дворца занимался Владислав Маркони. Дворец был построен в 1838 году.
Дворец удачно вписан в живописный парковый пейзаж. Возводя свою резиденцию в этом месте, Пусловские связывали строительство дворца с соседней исторической усадьбой, где в 1746 году родился руководитель национально-освободительного восстания 1794 года генерал Тадеуш Костюшко. Дворец Пусловских и древняя усадьба Костюшек вместе с парком создали уникальный дворцово-парковый ансамбль, но на его долю выпали очень сложная судьба и тяжёлые испытания.
Среди гостей дворца можно перечислить множество известных лиц, в том числе литератора, музыканта и художника Наполеона Орду, писателей Генрика Сенкевича и Элизу Ожешко, маршала Юзефа Пилсудского, историка и писателя Вацлава Ластовского и др. Благодаря рисункам Наполеона Орды, сегодня мы знаем, как выглядел дворец во время Пусловских.
Третий владелец Леонард Пусловский продал особняк за 700 тысяч рублей, чтобы погасить карточные долги. Дворец был приобретён русским купцом Александровым, который несколько позже перепродал его по двойной цене княгине Анне Трубецкой. После владельцем поместья стала княгиня Абомалек, а затем — князь Ольденбургский.
Во время Первой мировой войны дворец был разграблен и частично разрушен. Исчезла коллекция редких рукописей, статуй, картин и все ценности. Безвозвратно уничтожили сад и оранжереи. До наших дней от них сохранились только несколько кустов сирени и боярышника. Значительная часть ценностей была вывезена за границы страны. С 1921 по 1939 год дворец принадлежал Польше. После проведённой реставрации он использовался в качестве администрации староства Косовского повята и училища садоводства. До 1939 года в ряде залов сохранились печи и камины.
С сентября 1939 по 1941 год во дворце размещались части Красной армии.
Самые большие разрушения постройки получили во время Второй мировой войны, хотя оккупанты не тронули дворец. На его территории и в городе были созданы 4 гетто, в которых было уничтожено практически всё еврейское население Коссово, из-за чего количество его жителей уменьшилось в семь раз. В 1944 году произошёл большой пожар, устроенный местными партизанами, уничтоживший все остальные помещения и декоративную отделку. Были повреждены фундаменты, часть стен обвалилась, отсутствовала крыша, только частично уцелели витражи. Дворец был сожжён, поскольку партизаны полагали, что он может использоваться нацистами под госпиталь, хотя к тому времени оккупанты уже оставили Коссово. Вместе с дворцом был сожжён и дом Костюшко.
После войны в советское время дворец и вся земля при нём стали собственностью Государственного лесного фонда, итогом деятельности которого стало уничтожение всех ценных пород деревьев. На террасах были высажены сосны, на протяжении многих лет прятавшие постройки.
В 1947 году Коссовский райисполком начал работы по частичному приспособлению замка под детский дом. Однако работы оказались не по силам исполкому и были прекращены.
Архитекторами государственного предприятия «Брестреставрацияпроект» были разработаны план восстановления дворца и усадьбы Тадеуша Костюшко, а также реконструкции парка как единого дворцово-паркового ансамбля.
Согласно постановлению Совета Министров Республики Беларусь от 3 июня 2016 года № 437 Коссовский замок был включён в число 27 объектов, расходы на сохранение которых (в части капитальных расходов) могут финансироваться из республиканского бюджета.
16 июня 2021 года министр культуры заявил, что объект готов на более чем 80 % и срок окончания работ — декабрь 2022 года.

## Архитектура

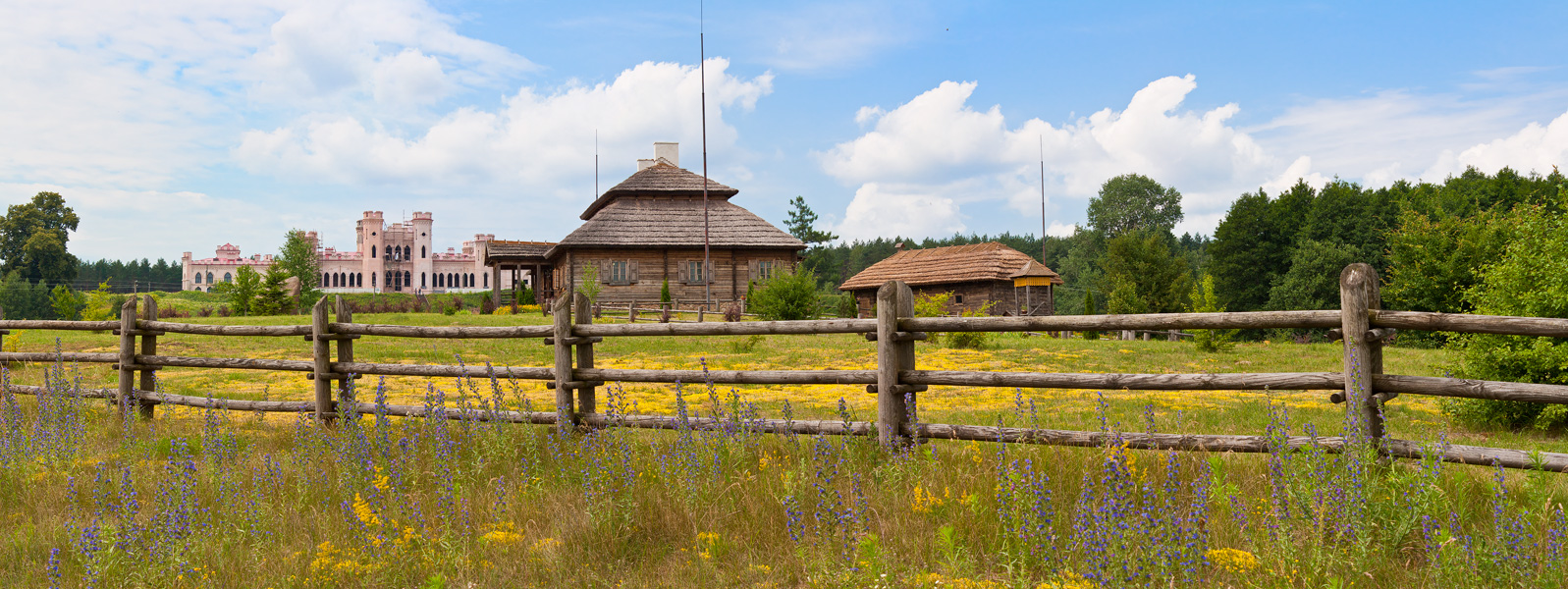
Музей-усадьба Тадеуша Костюшко в урочище Меречёвщина около Коссовского дворца. Фото 2012 года

### Стиль и общая структура ансамбля
Строительство Дворца Пусловских продолжалось около 10 лет. Варшавский архитектор Франтишек Ящолд заменил распространённый в то время дворцово-парковый классицизм готической древностью. Ряд исследователей подчёркивают аналогию Коссовского дворца с замком Гогенцоллернов в Каменце Замбковицком (польская Силезия). Архитектурный стиль дворца был определён как ретроготика. В то время такая архитектура создавалась как политический протест против официальной идеологии царской России.
Ансамбль был возведён на искусственно созданном холме, а дворец вместе с парком занимал площадь в 40 га. По оси симметрии были размещены входной портик, клумбы, аллеи, дворец, террасы, а сама ось заканчивалась озером с островом. Въезд на территорию комплекса осуществлялся через три портика. Главный вход был размещён в направлении Ружан, на север вёл Северный портик. На город Коссово был направлен Охотничий портик, но до этого времени археологи не смогли определить его точное местоположение.

### Архитектура главной постройки

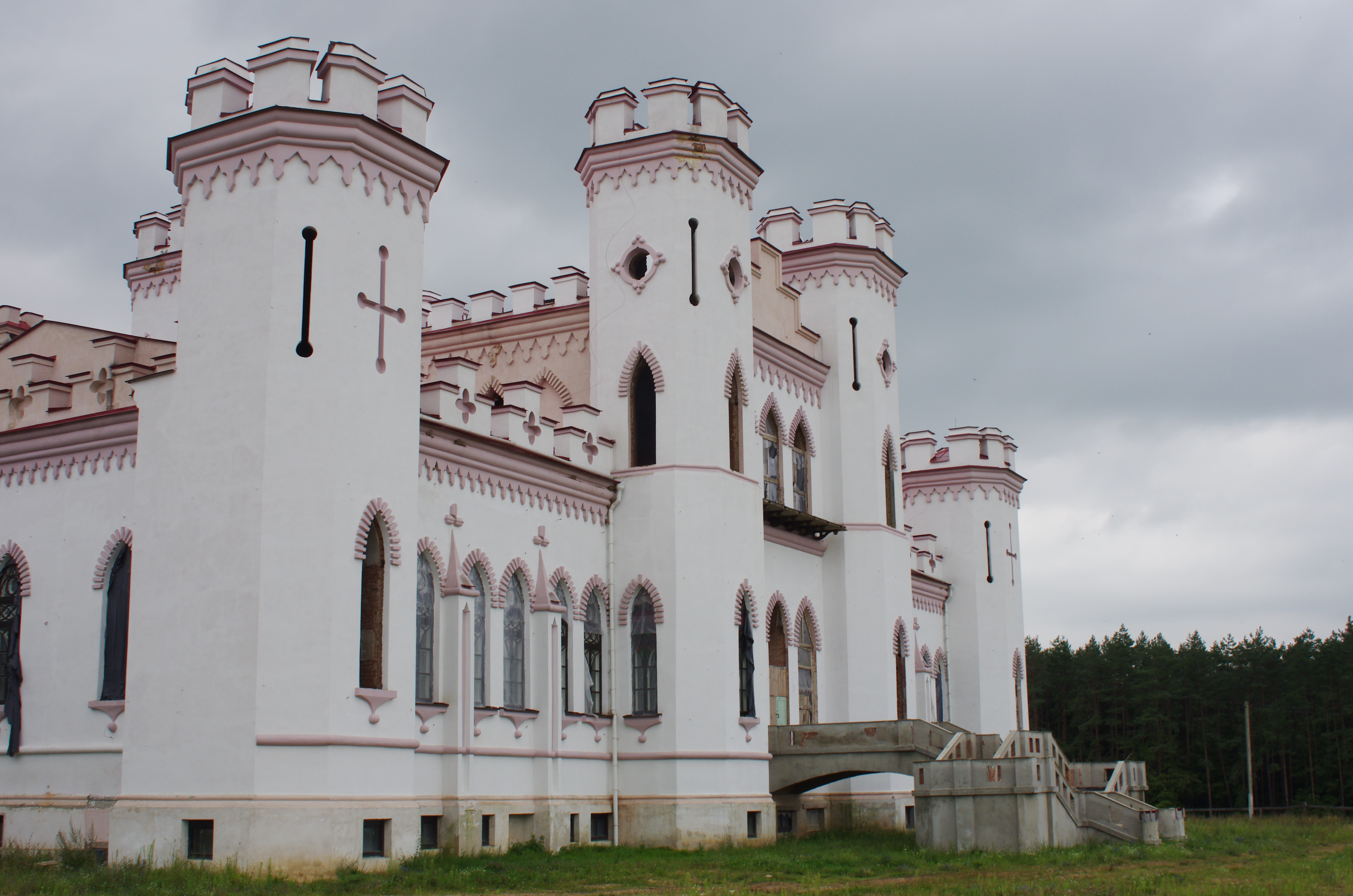
Северо-восточный фасад

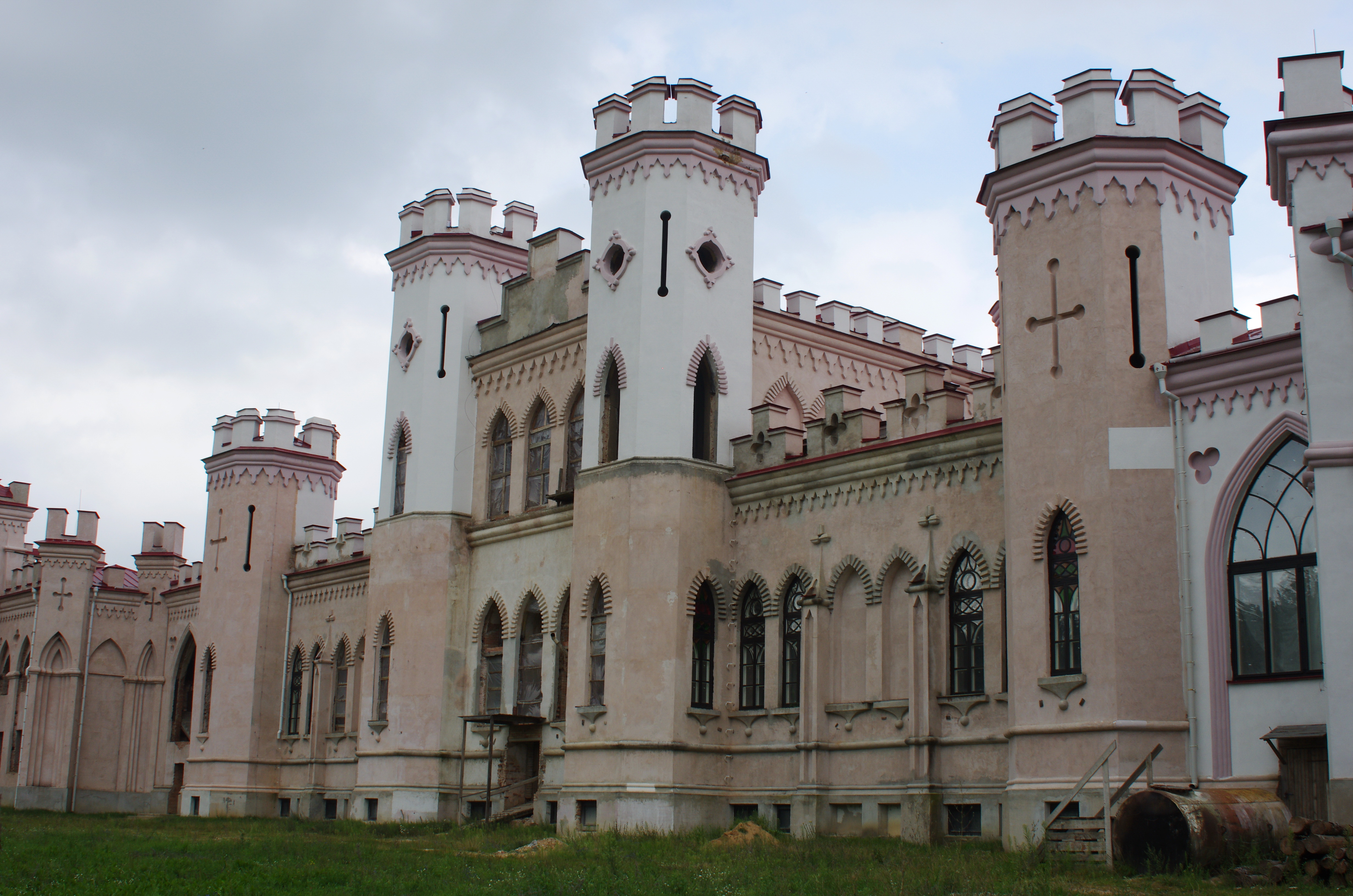
Юго-западный фасад

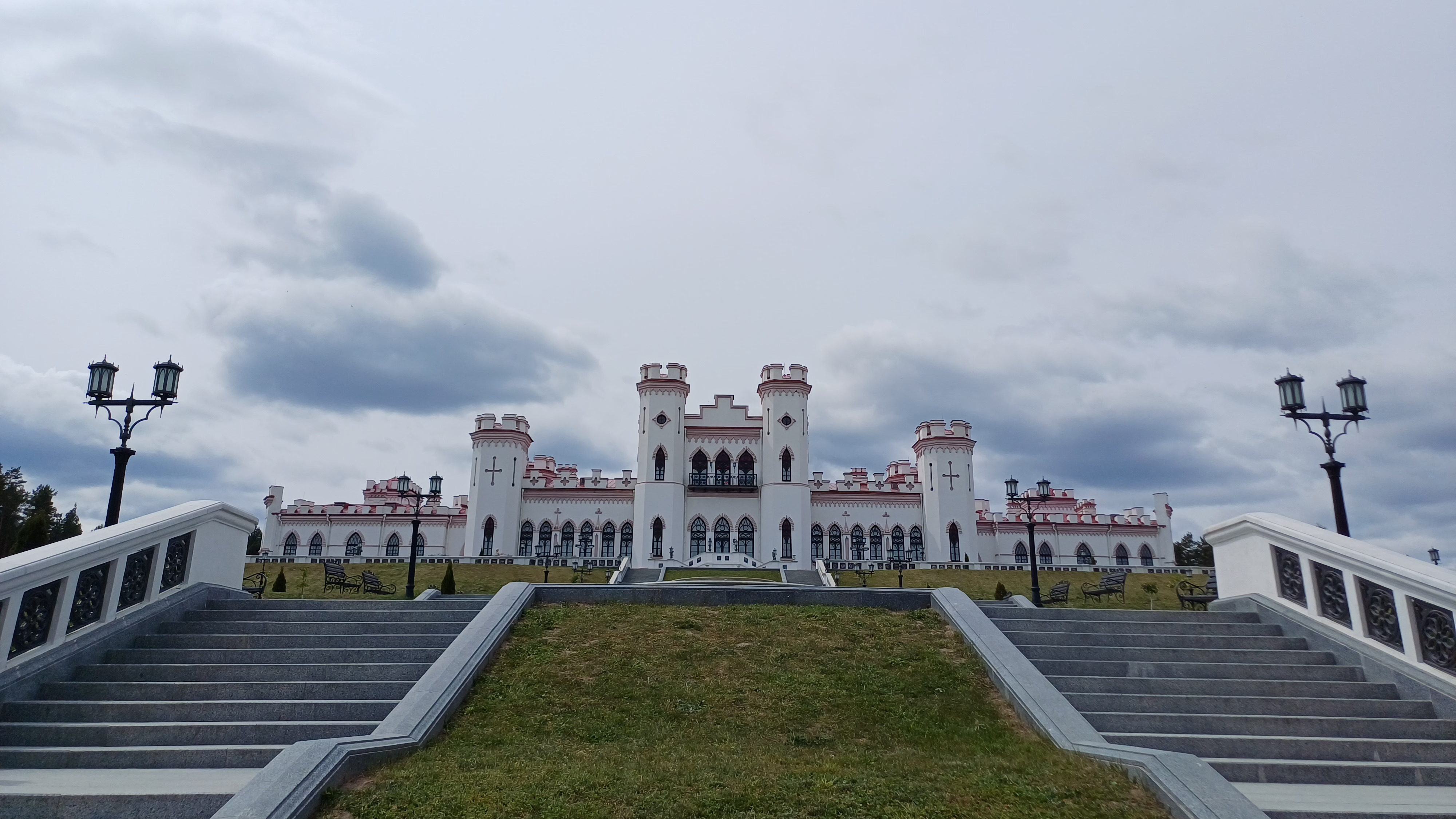
Вид на переднюю часть

Дворец имеет правильную геометрическую композицию со значительным перепадом высоты. Он состоит из центрального двухэтажного корпуса и двух боковых одноэтажных крыльев, соединённых с ним узкими галереями, прорезаными стрельчатыми арками. Углы центрального корпуса фланкированы гранёными башнями разной высоты, углы боковых крыльев укреплены башнеподобными эскарпами. Фасады ритмично членятся стрельчатыми арками, оконными проёмами, перспективными нишами, гранёными башнями. Внутренняя планировка симметричная, характерная для дворцовой архитектуры классицизма. Дворец — пример сочетания классических приёмов в планировке и композиции с элементами неоготики в архитектурном убранстве.
Благодаря таким типично готическим формам, как зубчатые башни с зубчатыми завершениями и щелеподобными проёмами, прорезаные узкие бойницы, угловые контрфорсы, стельчатые контуры окон, настенные фиалы, машикули и так далее, ансамбль напоминает скорее оборонный объект, чем дворец. Поэтому его часто называют «маленький замок». Каждая из 12 башень восьмиугольной формы в плане и символизирует один из месяцев года. Выше, чем остальные, четыре башни, размещённые в центре, предназначенные для урожайных мая, июня, июля и августа. Наиболее высокими являются те, которые символизируют июль и август.

## Интерьер

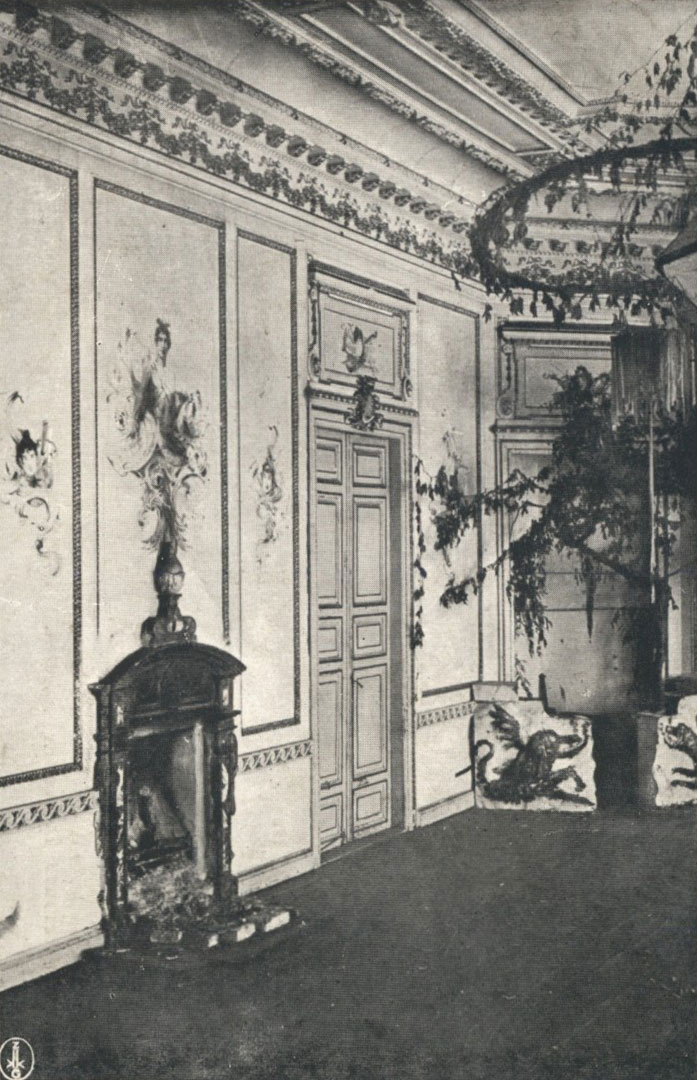
Белая зала дворца в 1939 г.

В стиле средневековой готики интерьеры дворца выполнили архитектор Владислав Маркони и местный декоратор Александр Жмурко (согласно сведениям некоторых искусствоведов, декоратором был Францишек Жмурко — известный польский художник).
В одном из крыльев находилась художественная галерея и библиотека, в которой было около 10 000 редких книг. В другом крыле были размещены спальные помещения.
Дворец имел 132 помещения, ни одно из которых не было похоже на другое. Благодаря системе коридоров и особому размещению окон, на протяжении 2,5 дней в году солнечный свет заливал одну из комнат. В эти дни владельцы отмечали «День комнаты», богато её украшая и проводя в ней почти всё своё время.
Во дворце было множество роскошных залов, и каждый из них имел своё собственное название и специальное назначение. В Белом зале, украшеном плиткой, танцевали на больших и шумных балах. В Чёрном играли в карты, а в Розовом работали и слушали музыку. Были также Синий, Серебряный, Золотой, Стеклянный, Зеркальный и многие другие. Любое помещение было украшено гобеленами, коврами, мрамором, декоративными каминами и скульптурами. Точно известно, что во всех помещениях под полами была проведена система отопления.
На втором этаже размещался Парадный зал, стены которого были расписаны известными и неизвестными художниками того времени. Реставраторы высказали предположение, что раньше в зале под тонким и стеклянным полом среди водорослей плавали экзотические рыбы. Во время реставрации стало ясно, что изразцы для дворца были доставлены из Австрии, а система отопления произведена на предприятии в городе Стомпоркув в Польше. Кирпич для строительства доставляли издалека, из-за границы.

## Парк
Вокруг резиденции по плану архитектора Ф. Ящолда был заложен парк по образцу ренессансных садов Италии. Вандалин Пусловский включил в новую композицию хорошо сохранившийся парк, некогда окружавший дом-усадьбу Тадеуша Костюшко.
В парке росли более 150 видов экзотических растений, а для особенно редких видов была устроена оранжерея.
Парк живописно спускается к трём искусственным прудам.
В западной части пруда построена часовня, размещённая на участке в форме круга, обросшая барвинком. На западной стороне террасы построены вспомогательные помещения, включающие в себя кухню, винокурню и конюшню. Пространство между винокурней и озёрами занимает фруктовый сад, оранжерея и дом садовника.
На террасах были размещены фонтаны с широкими чашами. В парке стояли скульптуры. В северо-восточной части реки Коссово имелась система трёх озёр, разделённых плотиной, берега которых поросли плакучими ивами.
Общая территория — 55 гектаров.

## Современное состояние

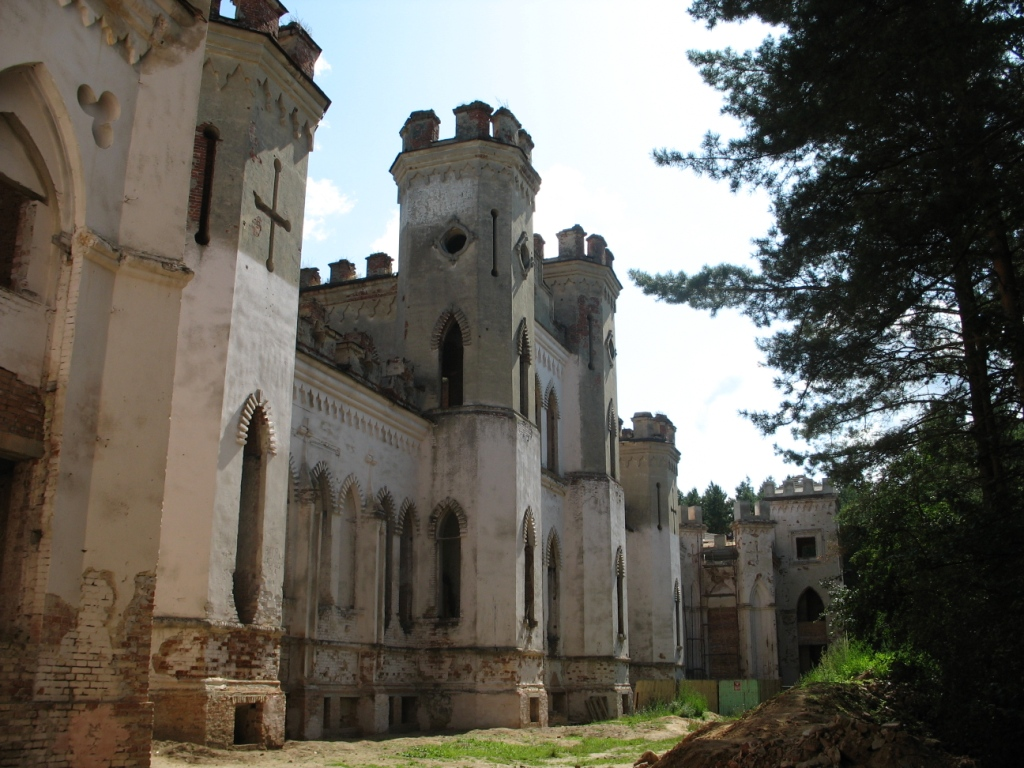
Коссовский дворец. Тыльный фасад главного корпуса, фото 2009 года

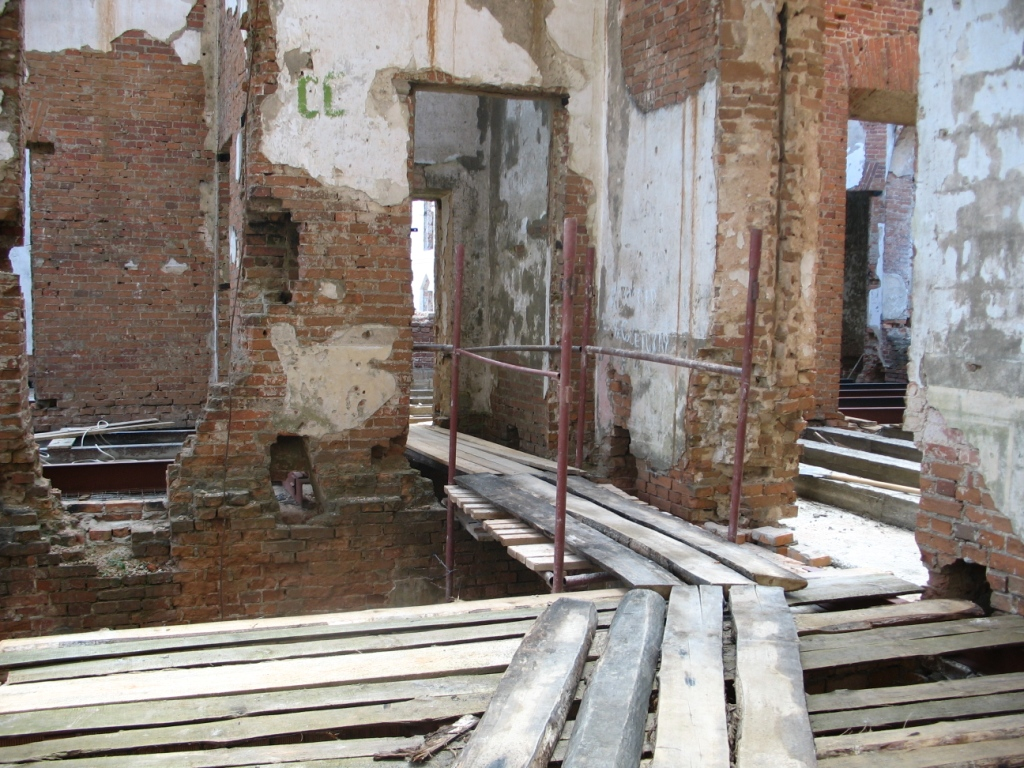
Коссовский дворец. Реконструкция, фото 2009 года

Несмотря на разрушения, Коссовский дворец как и раньше впечатляет и притягивает внимание. С 2008 года в нём работают реставраторы.
На протяжении первых трёх лет реставрации были использованы более 11 миллиардов рублей, из резиденции вывезли около 3 тысяч м³ мусора. Специалистами произведена гидроизоляция фундамента и создана инженерная инфраструктура — проведены электричество и вода, восстановлена и переделана канализация. Были восстановлены внутренние стены здания и начата работа над окнами и окраской фасада.
Реставраторы обещают восстановить и сады, и цветные комнаты. А ещё в замке появятся несколько гостиничных номеров, ЗАГС и действующий ресторан.
Пять смотровых залов открыты для посетителей, с осени 2017 года в них действует временная музейная экспозиция. Самым дорогим и сложным по технике исполнения было изготовление массивных филенчатых дверей с позолотой и деревянных окон с витражами.
В 2019 году восстановлены две въездные брамы, центральная парадная лестница с балюстрадой. С неё теперь открывается шикарный вид на усадьбу Тадеуша Костюшко и живописное озерцо. А также введена котельная, которая будет отапливать помещения дворца.
В 2020 году приняли первых посетителей ресторан "Граф Пусловский" (в правом крыле здания) и отель "Пусловских" (в левом). В гостинице при дворце всего лишь шесть номеров, в которых могут разместиться 19 человек.

23 декабря 2022 года состоялась официальная церемония открытия и ввода в эксплуатацию Коссовского дворцово-паркового ансамбля, в которой приняли участие министр культуры Беларуси Анатолий Маркевич и председатель Брестского облисполкома Юрий Шулейко. Затем во дворце прошёл новогодний бал для студентов.

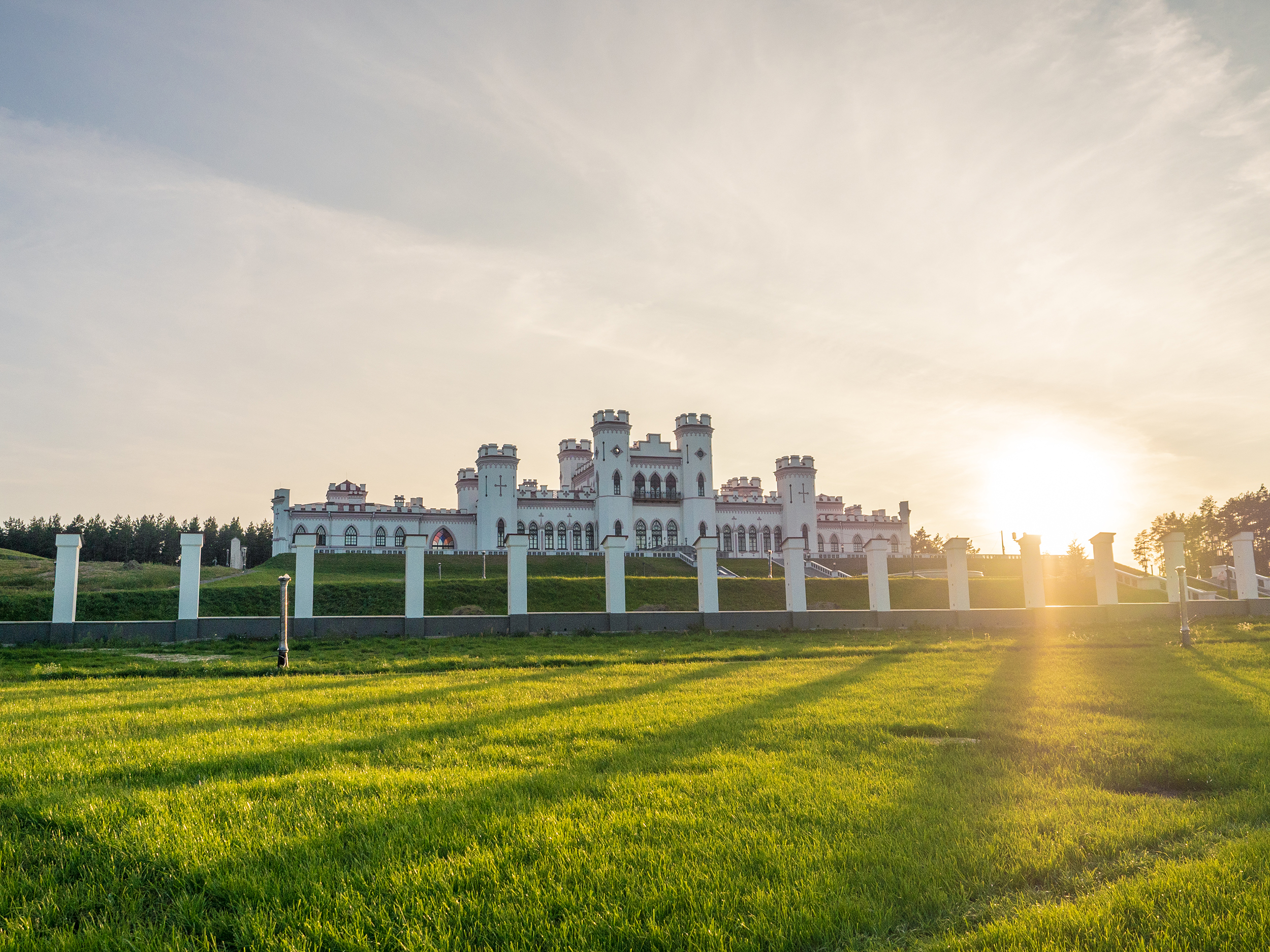
Реконструкция дворца, осень 2020

## Легенды
Как и многие иные дворцы и замки, Коссовский дворец имеет свои легенды. Например, местные жители рассказывают, что для охраны замка его владелец держал льва, которого выпускали ночью блуждать по коридорам.
Согласно легендам, в самом замке обитают как минимум два привидения. Первое – призрак молодой служанки, которая отвергла ухаживания то ли самого графа, то ли одного из его гостей. В наказание ее ночью выгнали в коридор, где в это время обычно хозяйничал настоящий лев, которого Пусловские держали, чтобы прислуге неповадно было воровать. После этого случая служанку живой никто не видел, но она стала появляться в виде призрака. Правда, видят ее достаточно редко, чаще слышат ее плач и стоны, но если ее позвать – они сразу утихают.
Второе приведение – графини Ядвиги Пусловской, которая так любила кататься на санях, что делала это даже летом – для этого двор и сад засыпали солью, за что ее проклинали и конюхи, и садовники. До сих пор зимой рядом с замком иногда появляются следы ее саней…
Есть также легенда, что существует подземный проход, по которому можно за один час добраться до другой резиденции Сапег, находящейся в Ружанах, в 20 км от Коссово. При этом, проход настолько широкий, что в нём может ехать на карете, запряжённой тройкой лошадей.
Музыкальная легенда повествует, что если кто-то хлопает в ладоши, стоя под окном на втором этаже, то с восточной стороны арки дворца слышны мелодические звуки.

## В филателии

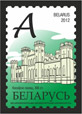
Почтовая марка Белоруссии

В 2012 году изображение дворца было использовано на почтовой марке Белоруссии - Коссовский дворец, XIX в.

## Галерея

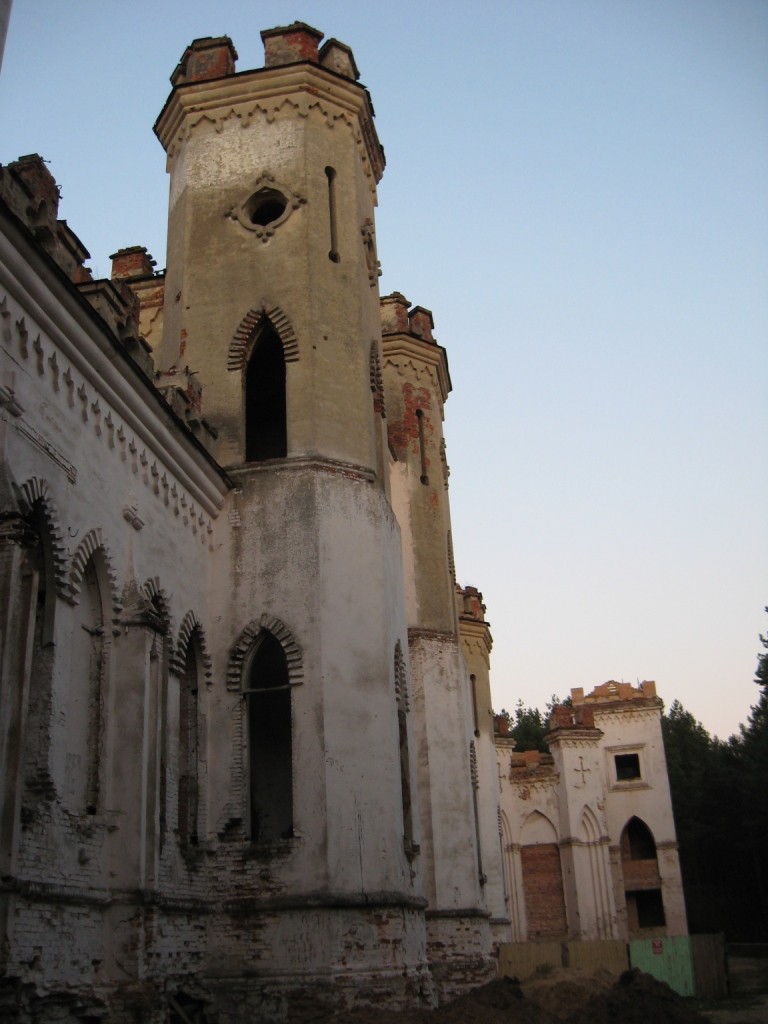
Боковая башня
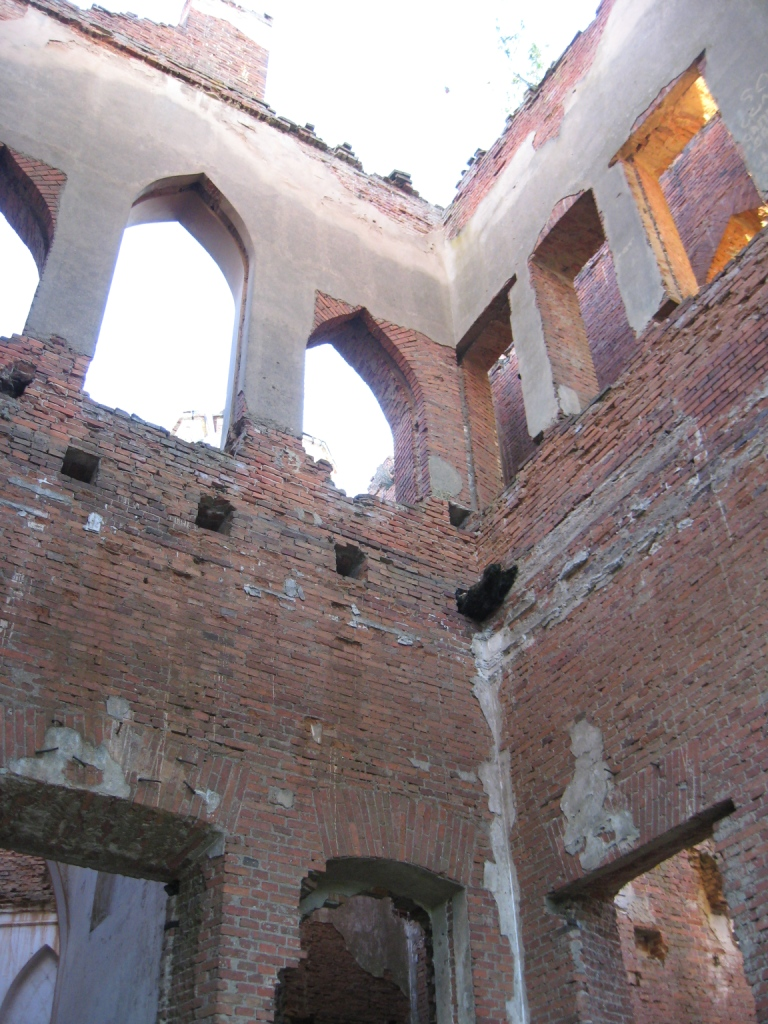
Руины внутри замка
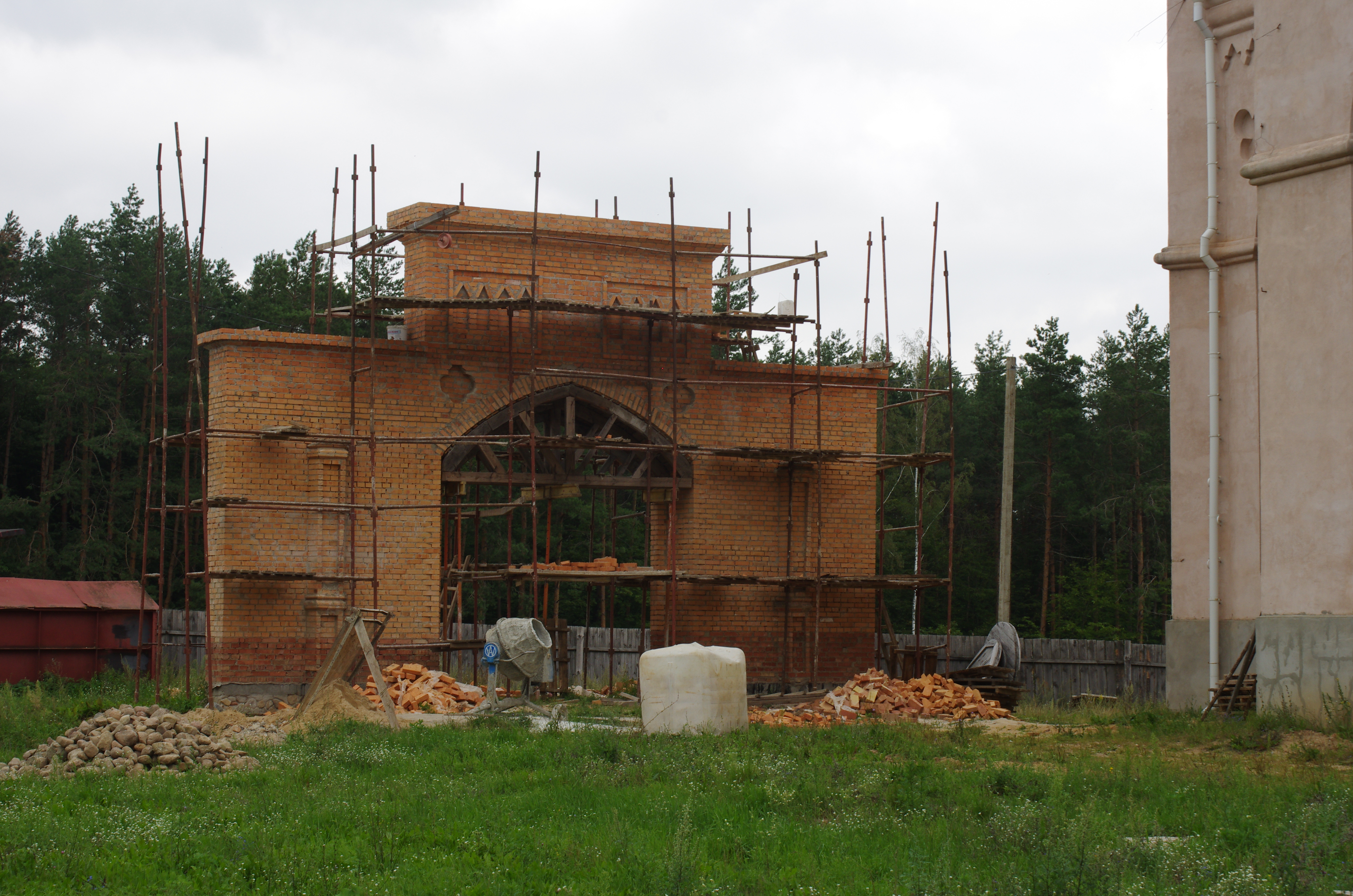
Новые ворота
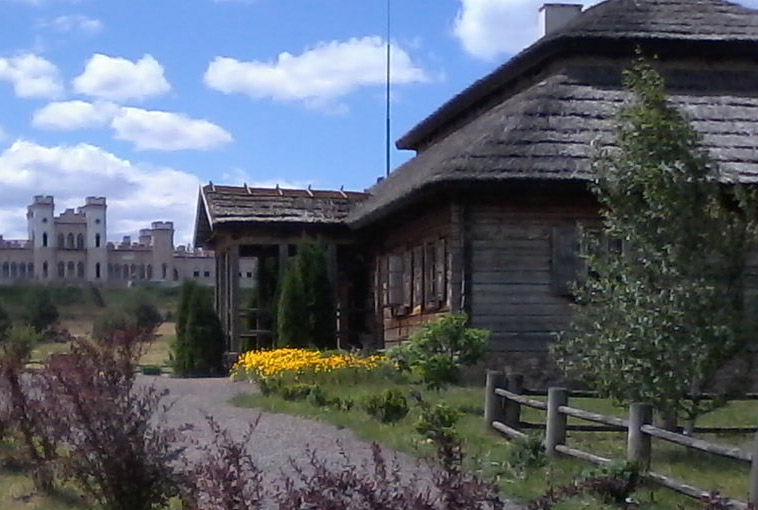
Вид на замок со стороны музея Т.Костюшки
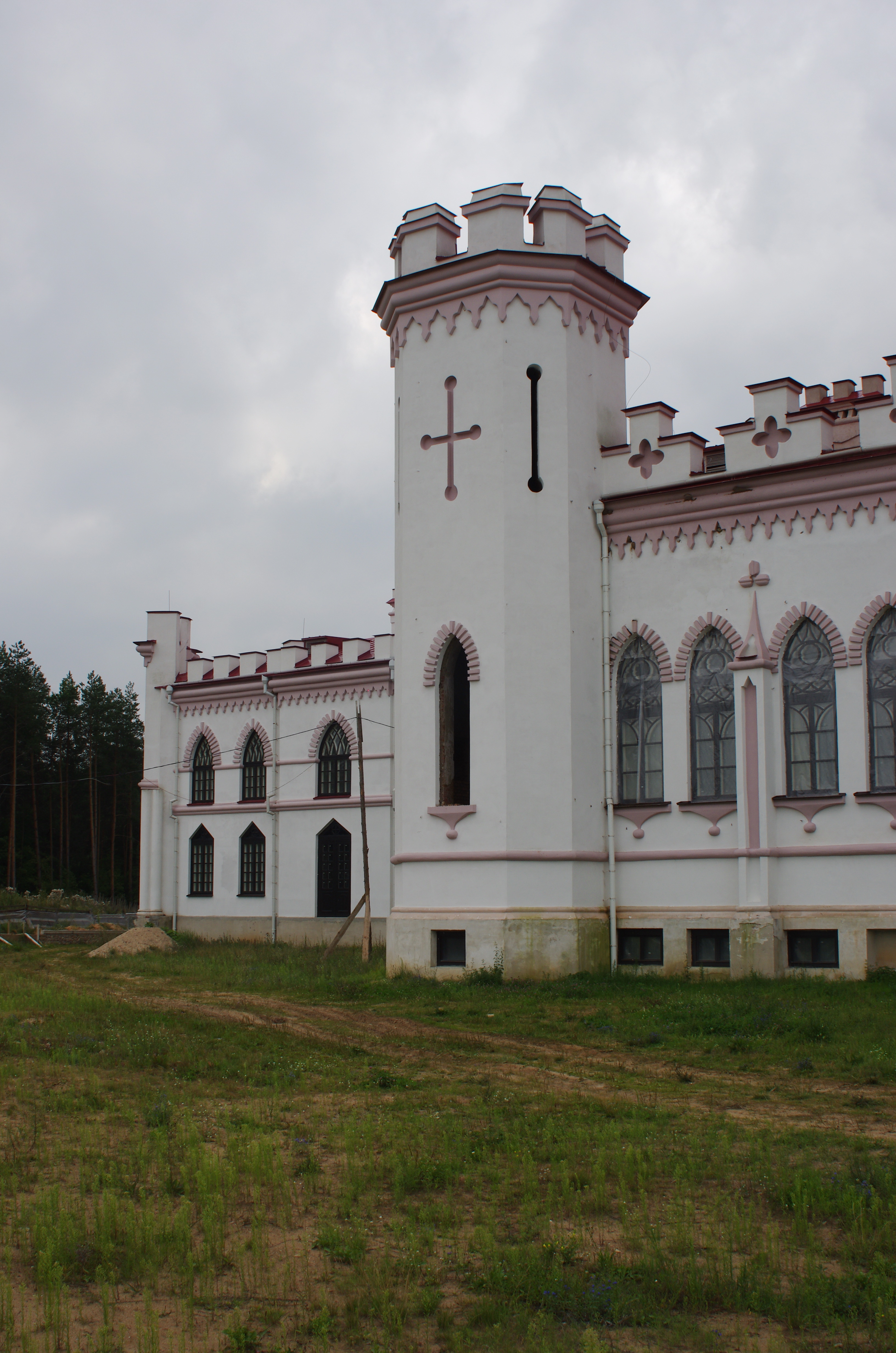
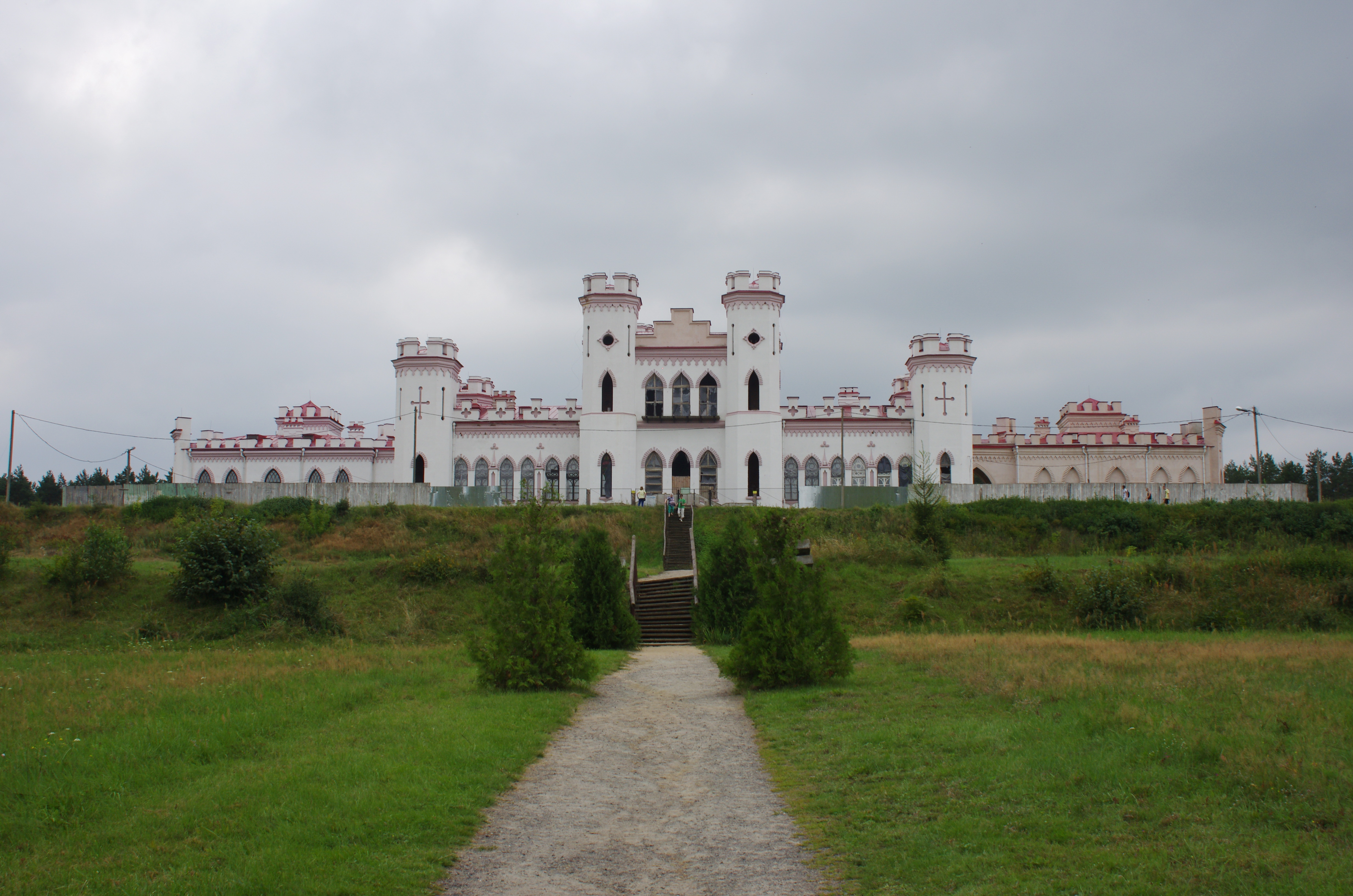
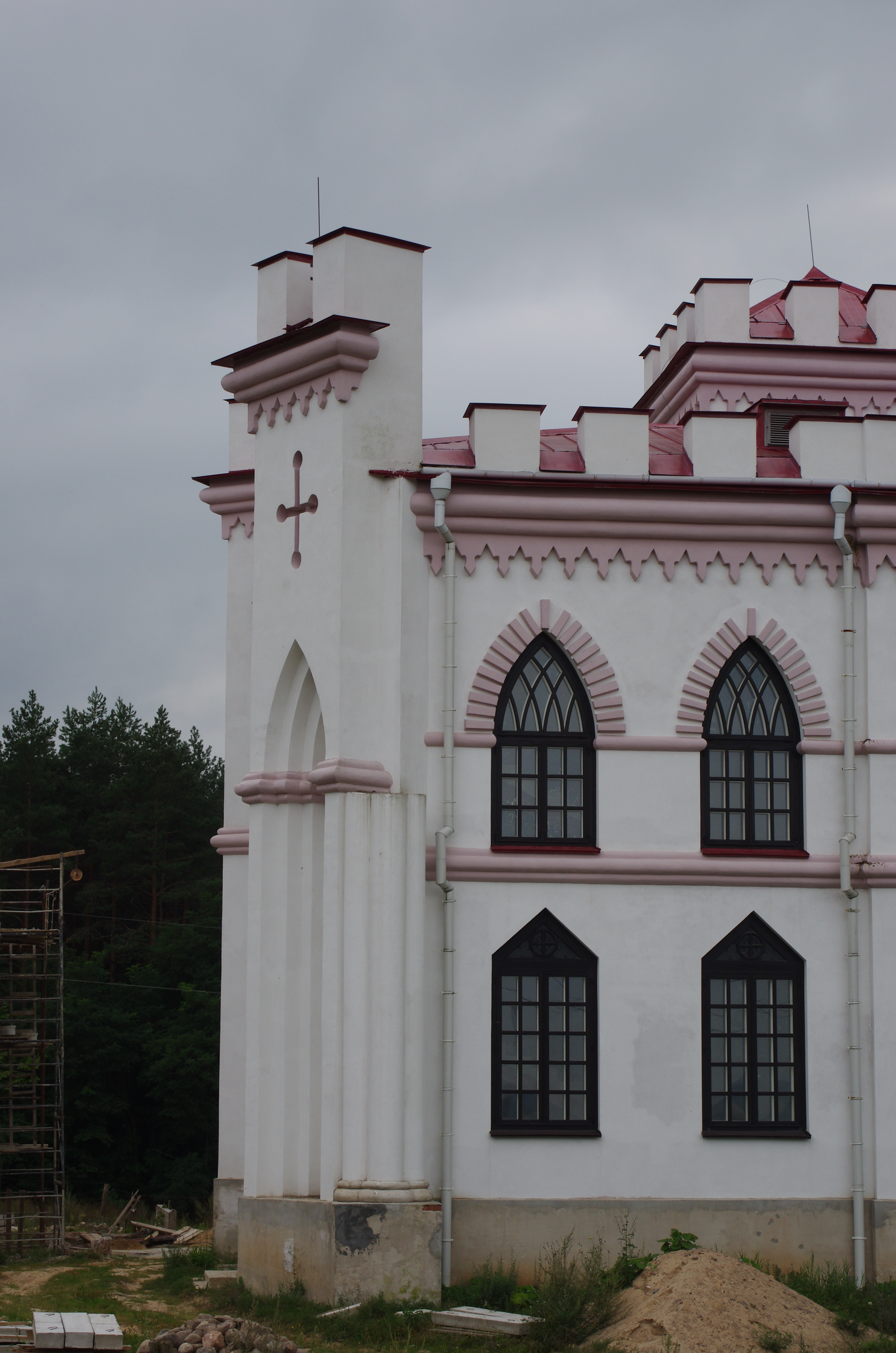
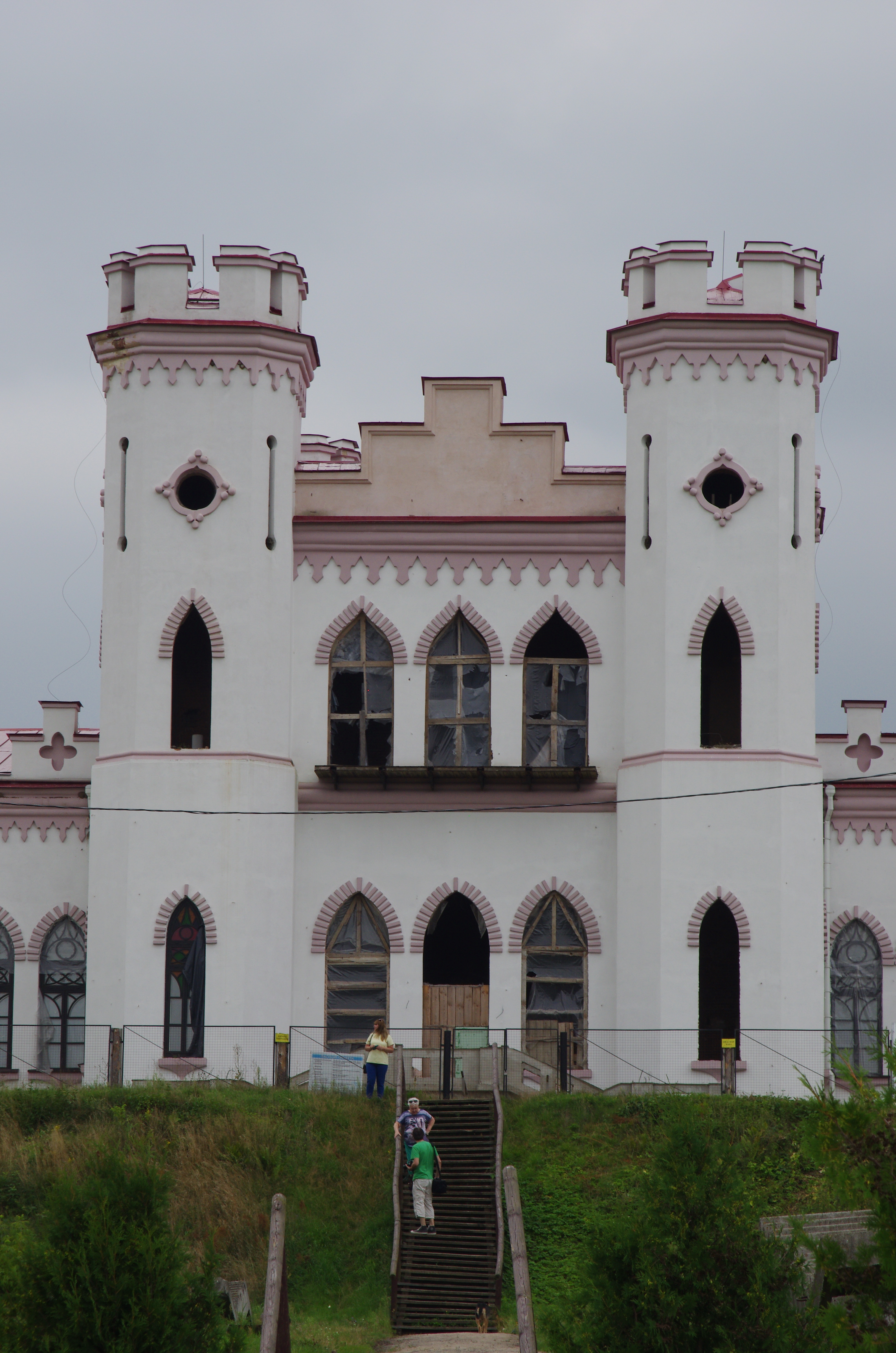
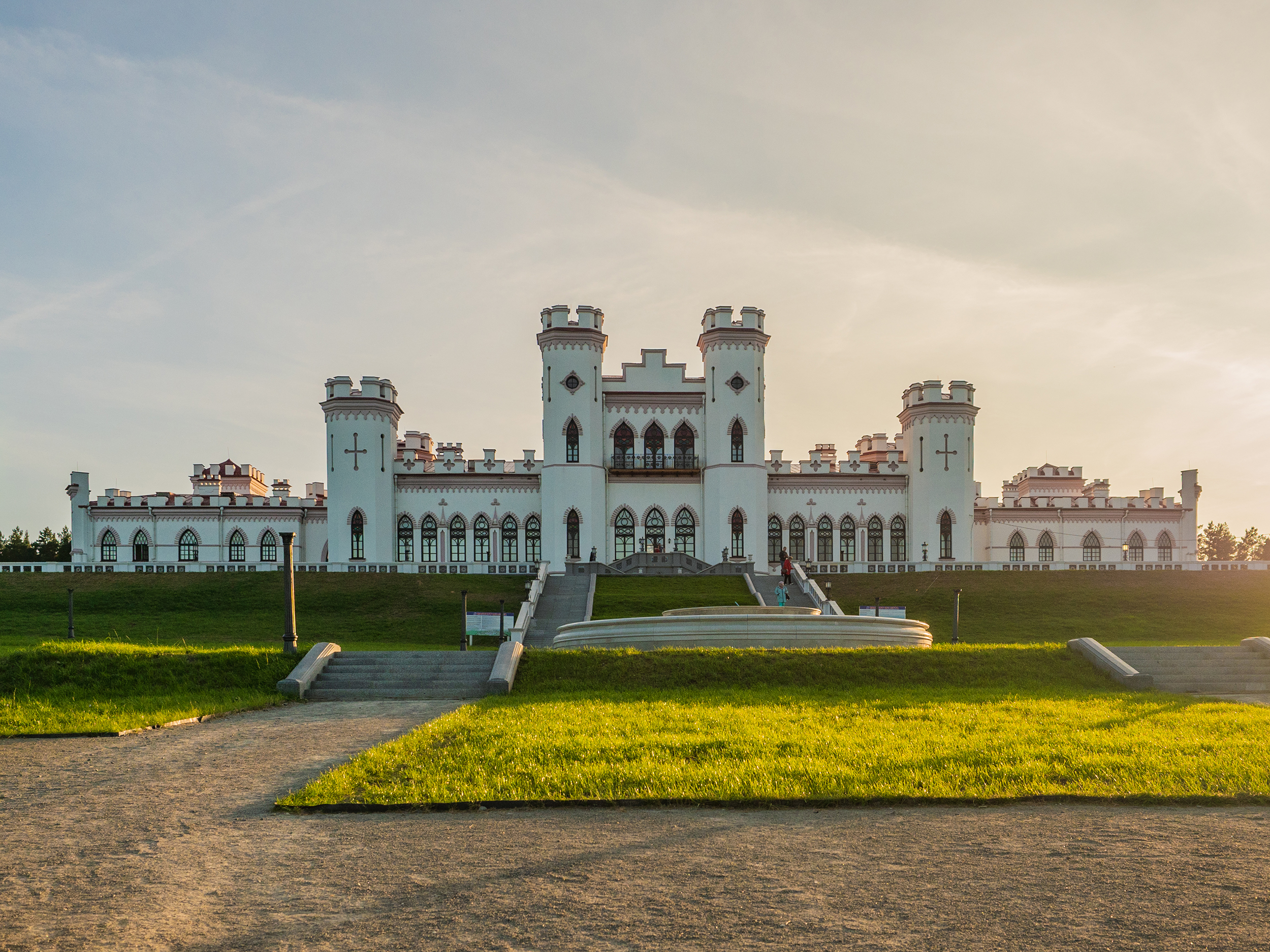
Реконструкция, осень 2020